# Miloš Janković (giocatore di football americano)
Miloš Janković (26 dicembre 1989) è un giocatore di football americano serbo, che gioca nel ruolo di defensive tackle per i Beograd Vukovi.
Ha giocato per diverse squadre serbe (Pančevo Panthers, Belgrade Blue Dragons e Beograd Vukovi) e per i rumeni Reșița Locomotives.

## Palmarès
- 1 Balkan Football League (Belgrade Blue Dragons, 2022)
- 1 Serbian Bowl (Beograd Vukovi, 2024)
- 1 Druga Liga (Banat Bulls, 2019)